# Reggiane Re.2003
Die Reggiane Re.2003 war ein italienisches Projekt von Reggiane für eine neue Generation von Jagdaufklärern.

## Geschichte
Die Reggiane Re.2003 war eine zweisitzige Auslegung der Re.2000. Für den ersten gebauten Prototyp wurde eine Maschine aus einem ursprünglich für Ungarn und Schweden vorgesehenen Baulos verwendet. Diese wurde verlängert, um Platz für einen Beobachter zu erhalten, der hinter dem Piloten unter der länger gezogenen Klarsichtkanzel saß. Erstflug war je nach Quelle am 29. Juni 1941. Eine zweite Maschine wurde aus einer Re.2002 umgebaut. Deren Erstflug war am 13. Oktober 1942. Es wurden 200 Stück bestellt, welche aber noch 1942 wieder storniert wurden.
Die Kraftstoffkapazität war 674 Liter. Für die bewaffnete Aufklärung sollte auch die Fähigkeit zum Erdangriff vorgesehen werden. Hierzu waren Bombenaufhängungen vorgesehen.

## Nutzer
- Königreich Italien

## Technische Daten
| Kenngröße             | Daten                                                                       |
| --------------------- | --------------------------------------------------------------------------- |
| Besatzung             | 1                                                                           |
| Länge                 | 8,08 m                                                                      |
| Spannweite            | 11,00 m                                                                     |
| Höhe                  | 3,2 m                                                                       |
| Flügelfläche          | 20,40 m²                                                                    |
| Flügelstreckung       | 5,9                                                                         |
| Leermasse             | 2470 kg                                                                     |
| max. Startmasse       | 3350 kg                                                                     |
| Höchstgeschwindigkeit | 530 km/h                                                                    |
| Dienstgipfelhöhe      | 10.500 m                                                                    |
| Reichweite            | 720 km                                                                      |
| Triebwerke            | 1 × Piaggio P.XI RC.40 mit 1.000 PS (735 kW)                                |
| Bewaffnung            | 2 × 12,7-mm-MG Breda-SAFAT, 2 × 7,7-mm-MG Breda-SAFAT, bis zu 500 kg Bomben |